# Mezquita Darwish Pasha
La mezquita Darwish Pasha (en árabe: جامع درويش باشا‎, Jami Darwish Pasha) es una mezquita del siglo XVI en el barrio de Al-Qanawat de Damasco, Siria. Se levantó en 1574 por el gobernador otomano de Damasco Darwish Pasha (en turco, Derviş Paşa). Coloquialmente se la conoce como mezquita de las cúpulas y se la considera una de las más bonitas de la capital
El edificio está construido con cursos alternos de piedras blancas y negras (estilo típicamente damasceno). En el interior hay una sala de oración precedida por un pórtico y un patio rectangular. También una biblioteca y una escuela islámica. 
Se localiza frente a la ciudadela de Damasco, fuera de los muros de la Ciudad Vieja. Es adyacente al Bazar Darwishia.